# Robert Leeshock
Robert Michael Leeshock (né le 13 décembre 1961 à Clifton, New Jersey) est un acteur américain. Il est connu pour son interprétation de Liam Kincaid dans la série télévisée, Invasion planète Terre.

## Biographie
Robert Leeshock est un acteur américain né le 13 décembre 1961 dans la ville de Clifton, dans l'État du New Jersey,,. Son origine ethnique est un mélange de polonais, tchèque, anglais, irlandais et italien. Il s'installa à New York au début des années 1980,, après ses études secondaires.
Il est un diplômé de L'université Cornell (en anglais, Cornell University ou plus simplement Cornell) dans le domaine du génie,. Il était, en un premier temps, inscrit en arts et sciences à l'Université Cornell. Il a ensuite transféré en ingénierie avant le second semestre de sa première année, malgré les réserves de son conseiller académique. Il n'a pas fallu longtemps pour qu’il se trouve en difficulté dans ce domaine. Mais il a réussi à terminer son diplôme en ingénierie des sciences des matériaux et en ingénierie électrotechnique (semi-conducteur électronique et les propriétés électriques des tranches de silicium). Cependant, il a décidé de ne pas travailler comme ingénieur.
À la fin de ses études, Robert Leeshock se retrouva indécis quant à sa profession. Il ne savait pas encore qu’être acteur était un métier. Un de ses amis à l'université était en arts libéraux, et prenait des cours pour être acteur. Cela le fascina. Le théâtre était inconnu pour Leeshock et devenir une star de cinéma n'était pas son but. Pour en savoir plus sur cette profession, il a obtenu un emploi dans un restaurant afin d’étudier les acteurs et de les comprendre. Il a perçu cela comme le début de sa formation. Espérant retrouver sa sensibilité pour les arts et sciences, il est devenu acteur après une formation de théâtre à New York. Il voyait aussi cela comme une façon agréable de découvrir qui il est. Il lui a fallu deux ans et demi pour réaliser qu'il était un acteur, plutôt qu'une personnalité.
A New York, Leeshock a pris des cours de formation dans l'étude de la scène avec Wynn Handman, directeur du The American Place Theatre. Il a également reçu une formation sur la technique Meisner, dans l'improvisation et des cours de diction,. Ses autres activités incluaient servir des tables dans des restaurants, faire des messages publicitaires et jouer dans des productions théâtrales.
Il a joué avec plusieurs compagnies de théâtre, y compris The Complex, West Bank Cafe (où il a également créé des pièces de théâtre), SoHo Repertory, The (Samuel) Beckett Theatre and The Actors Factory. Il a écrit le scénario Yo Yo Boy et créé des caractères pour des comédies à New York et Los Angeles. Il a vécu à Los Angeles pendant trois ans, de 1993 à 1996, où il a continué sa carrière dans le théâtre (The Complex) et a écrit un one man show,.
Après Beverly Hills 90210, il a quitté L.A. pour le Mexique. Il y est resté sept mois pour le tournage de la série Empire (la version américaine de la telenovela Imperio de cristal), série qui n'a jamais été diffusée. Il est ensuite retourné à Los Angeles où il a commencé à écrire un one man show semi-autobiographique sur les expériences de la vie.
Son premier rôle à l'écran était dans le soap opera Loving. Il est apparu dans plus de 30 publicités télévisées (comme Zegerid OTC et Colace),, dans la série dramatique Beverly Hills 90210, dans les feuilletons (All My Children, Guiding Light, et Another World) et dans le court métrage Elysian Fields (film indépendant),.
C’est en écrivant son one man show que Leeshock a auditionné à Los Angeles avec Lisa Howard  pour Jonas McCord (producteur exécutif et scénariste écrivain). Il a ensuite rencontré Paul Gertz (également producteur exécutif et scénariste écrivain). Ils étaient tous deux satisfaits de sa performance. Il a rejoint la distribution de Invasion planète Terre de Gene Roddenberry dans la deuxième saison (1998), dans le rôle de Liam Kincaid (un hybride humain-Kimera), remplaçant Kevin Kilner comme acteur principal. Kilner personnifiait le capitaine de police William Boone, un agent double qui espionnait les Taelons et qui travaillait avec la Résistance. Il était à la recherche de la vérité derrière la mort de la femme, il a demandé à être libéré de son contrat afin de poursuivre d'autres productions théâtrales.
Liam Kincaid est deux tiers humain et un tiers extraterrestre. Son père est Ha'gel, un ancien ennemi des Taelons qui habitaient le corps de Ronald Sandoval (Von Flores) à l'époque, et sa mère est Siobhan Beckett (Kari Matchet),,. Il devient le protecteur de Da'an, mais il est aussi le chef de la Résistance.
Après deux saisons dans la série, Robert Leeshock était à l'aise dans son rôle,mais il trouvait que personnifier un personnage principal était exténuant et représentait une énorme responsabilité (envers lui et le public). Il a été coupé de la série pour des raisons économiques, c’était une décision prise pour réduire au minimum les coûts de production.  Il est parti après la quatrième saison mais est revenu pour la finale de la série dans la saison 5. Il a reçu la nouvelle par téléphone et c’est le producteur exécutif de Invasion planète Terre, Paul Gertz, qui la lui a annoncée. C’était en partie à cause de sa citoyenneté américaine et du lieu de tournage Toronto. Au Canada les producteurs de films et de télévision paient moins d'impôt quand ils utilisent des acteurs canadiens.
Liam Kincaid de Invasion planète Terre est le rôle pour lequel il est le plus reconnu. Après Invasion planète Terre, il est apparu dans d'autres feuilletons (As the World Turns et One Life to Live).
Son premier travail en tant que producteur était avec le court métrage Godmachine. L'auteur original est Richard Cranor,. Ils ont un ami commun qui a suggéré à Leeshock de lire la première ébauche du script,. Lui et son ami Scott Gunderson (acteur et scénariste) ont travaillé sur le scénario,. Puis il a rassemblé d’autres membres pour former son équipe. Ils ont réalisé une version courte du film et veulent en faire une production pour le cinéma,,.
Avec Richard Cranor, il fonda Titan Sky Entertainment en mars 2012. En novembre 2013, Robert Leeshock (producteur exécutif et scénariste), Richard Cranor (scénariste, producteur et réalisateur) et Kiki Yeung (actrice et productrice) ont assisté à L'American Film Market (AFM) (premier marché américain de films indépendants qui se tient pendant huit jours au début novembre de chaque année à Santa Monica, en Californie; et environ 8 000 professionnels provenant de plus de 70 pays y assistent). Ils y ont présenté GodMachine et d'autres projets.
En plus d'être un acteur, un écrivain et un producteur, Leeshock travaille comme photographe professionnel à partir de son studio (Robert Leeshock Photography, créé en juin 2009) à New York et au New Jersey dans la création de projets pour le cinéma et la télévision. Il se spécialise dans les portraits de famille, les mariages, les événements, les photos de portraits pour les acteurs et les impressions commerciales,,.
Il est aussi un excellent athlète (il a joué à la crosse pour Cornell), danseur de salsa, et chanteur. Il vit actuellement à New York, a deux frères et deux sœurs jumelles plus jeunes. Il voyage souvent dans le New Jersey pour visiter ses parents et frères et sœurs, "ce qui lui permet de garder les pieds fermement posés sur Terre..." Comme il vit parfois au bord d’une plage, il s’est impliqué dans de nombreux projets locaux de nettoyage autour de Clifton. Sa petite amie est Jacquelyn Mavrookas,.  

## Filmographie
| Acteur    | Acteur                                                      | Acteur            | Acteur                   | Acteur |
| Année     | Titre                                                       | Rôle              | Notes                    |        |
| --------- | ----------------------------------------------------------- | ----------------- | ------------------------ | ------ |
| 2014      | Surrender                                                   | Clay              |                          |        |
| 2013      | Scavenger Killers                                           | Phil Chaney       |                          |        |
| 2012      | Come As You Are (court métrage)                             | Coach Randle      |                          |        |
| 2012      | GodMachine (court métrage)                                  | Sgt. John Lee     |                          |        |
| 2012      | The Dead Reckoning                                          | Seth Granger      |                          |        |
| 2011      | 3 Weeks to Daytona                                          | Buddy             |                          |        |
| 2009      | New York, section criminelle (Law & Order: Criminal Intent) | Kip McGonagle     | Épisode: "Coup de Poker" |        |
| 2004–2006 | On ne vit qu'une fois (One Life to Live)                    | Bruce Bartlett    | 5 episodes               |        |
| 2004      | As the World Turns (Ainsi va le monde)                      | Alan Drake        |                          |        |
| 2004      | Walk Away                                                   | Tim Johnson       |                          |        |
| 2004      | Dead End Road                                               | Larry LeShockre   |                          |        |
| 1998–2002 | Invasion planète Terre (Earth: Final Conflict)              | Liam Kincaid      |                          |        |
| 1998      | Haine et Passion (Guiding Light)                            | Eddie Banks       |                          |        |
| 1997      | Life's Work                                                 | Jeff              | Épisode: "Dates"         |        |
| 1995      | Empire (TV movie)                                           | James Lambert     |                          |        |
| 1993–1994 | Beverly Hills (Beverly Hills 90210)                         | Keith Christopher | 8 episodes               |        |
| 1993      | Me and Veronica                                             | Jimmy             |                          |        |
| 1993      | Elysian Fields (court métrage)                              | Albert Turner     |                          |        |
| 1992      | La Force du destin (All My Children)                        | Jay               |                          |        |
| 1983      | Amoureusement vôtre (France), (Aimer) (Québec) (Loving)     | Monty             |                          |        |

## Doublage Français
- Bruno Choël :
  - Invasion planète Terre (Earth: Final Conflict)